# Paul de Stexhe
Le chevalier Paul de Stexhe, né le 17 mars 1913 à Marchienne-au-Pont et mort le 30 septembre 1999 à Etterbeek, est un avocat constitutionaliste et homme politique belge, membre du Parti social-chrétien (PSC). Secrétaire d'État en 1965 et sénateur, il a été dans les années 1970, l'un des artisans de la réforme de l'État belge et de sa fédéralisation. En tant que membre du pouvoir organisateur de l'Université catholique de Louvain, il a également été associé à la fondation de Louvain-la-Neuve.

## Biographie
Paul Gabriel Hyacinthe Joseph de Stexhe, né le 17 mars 1913 à Marchienne-au-Pont, est le fils de Célestin de Stexhe, ingénieur des mines, et de Marie Thérèse Duchêne. Le 7 août 1941, il épouse Elisabeth Amand de Mendieta à Bouvignes.
Il fait des études universitaires à l'Université catholique de Louvain. Il y obtient les titres de docteur en droit, licencié en notariat et licencié en sciences politiques et diplomatiques. En 1935, il s'inscrit ensuite comme avocat au barreau de Charleroi. En 1953, il est président du Jeune Barreau de Charleroi.
Il commence sa carrière politique en 1946 au sein du PSC et est élu conseiller provincial du Hainaut, un mandat qu'il conserve jusqu'en 1958. De 1949 à 1958, il est vice-président du Conseil provincial du Hainaut. Il est nommé membre du comité directeur du PSC-CVP à partir de 1950.
Paul de Stexhe est sénateur coopté de 1958 à 1965 puis élu sénateur de l'arrondissement électoral de Charleroi-Thuin de 1965 à 1968 puis de 1971 à 1978 et sénateur provincial du Hainaut de 1978 à 1981.
De 1965 à 1966, il est secrétaire d'État à la Culture française dans le gouvernement Harmel et président du conseil culturel pour la communauté culturelle française (1977-1979). De 1968 à 1971, il apporte sa contribution en tant que juriste aux travaux de la commission sénatoriale chargée de rédiger les nouveaux articles modifiant la Constitution belge de 1831 et en est l’un des rapporteurs.
Mandaté par son parti, il s’implique également comme expert constitutionnaliste dans le processus de fédéralisation de la Belgique. Son travail juridique porte sur l'élaboration de la loi de régionalisation provisoire en 1974 ainsi que sur la mise en place de la deuxième réforme de l’État belge par le biais des lois d’août 1980. En sa qualité de président de la commission sénatoriale Justice et Affaires sociales, Paul de Stexhe est également un acteur important des longs débats autour de la problématique de l’avortement et des droits de succession des conjoints survivants.
En 1970, il vote la révision de la Constitution et, en 1974, la loi de régionalisation provisoire et les lois d’août 1980. Il siège dans les nouveaux organes législatifs nés de la régionalisation au Conseil régional wallon provisoire (1974-1977) et au Conseil régional wallon (1980-1981). N'étant pas un autonomiste wallon convaincu, Paul de Stexhe considérait que l’émergence des Conseils culturels de Communauté en 1971 auraient dû être le point final de la transformation institutionnelle de la Belgique.
De 1968 à 1977, il est représentant belge de l’Assemblée consultative du Conseil de l’Europe et, de 1968 à 1977, à l’Assemblée de l’Union de l’Europe occidentale (UEO). Il y participe à commission des Affaires juridiques dans les matières relatives à la coopération juridique internationale.
En juillet 1966, il est nommé, sur proposition du Cardinal Suenens, conseiller du pouvoir organisateur de l’Université catholique de Louvain. Il est l’un des quatre premiers conseillers laïcs de cette instance composée jusque-là uniquement d’évêques. Il occupe cette fonction durant 22 ans et, à ce titre, est associé de près à la fondation de la nouvelle implantation universitaire de Louvain-la-Neuve.

## Hommage et distinctions
En mai 1965, Paul de Stexhe obtient du roi Baudouin Ier  concession de noblesse pour lui-même et ses descendants avec le titre de chevalier.
Les distinctions suivantes lui a été attribuées :
- Commandeur de l'ordre de Léopold ;
- Grand-Croix de l'ordre du Mérite civil d'Espagne.

## Publication
- L'Impôt sur le capital, éd. Ramgal, Thuillies, 1945.
- La révision de la 2 Constitution belge (1968-1971), éd. Larcier, 1972.